# If U Were My Man
«If U Were My Man» es una canción de la cantante alemana Sarah Connor. Fue escrita por Troy Samson y Bülent Aris para el álbum debut de esta última, Green Eyed Soul (2001). Es el único sencillo del álbum que no fue publicado en Alemania, país natal de Connor.
"If U Were My Man" fue elegido originalmente para ser el primer sencillo de Green Eyed Soul, pero luego fue reemplazado por "Let's Get Back to Bed - Boy!". Fue una de las primeras canciones grabadas por Connor con miras a captar la atención de los principales sellos discográficos.
La canción fue lanzada como cuarto y último sencillo del álbum el 8 de julio de 2001, y no consiguió figurar notablemente en las listas. Una campaña de promoción se diseñó para el lanzamiento en Polonia, pero al parecer ésta nunca se materializó. Los rumores de que "If U Were My Man", sería publicado en Alemania y el resto de Europa finalmente resultaron ser falsos, una vez que Connor decidió embarcarse en su primera gira.

## Listado de canciones
Sencillo en CD europeo
1. «If U Were My Man» (Pop Versión) – 3:39
2. «If U Were My Man» (Álbum Versión) – 3:38

Promo CD single no publicado en Polonia
1. «If U Were My Man»

## Créditos
- Arreglos – Bülent Aris
- Arreglos vocales – Bülent Aris
- Coros – Sarah Connor
- Letra – T. Sampson
- Mezcla – Bülent Aris
- Música – B. Aris, T. Sampson
- Producción – Bülent Aris
- Voz – Sarah Connor